# رابرت مرسر
رابرت لروی مرسر (انگلیسی: Robert Mercer؛ زادهٔ ۱۱ ژوئیهٔ ۱۹۴۶) یک دانشمند رایانه، و کارمند بانک آمریکایی و یکی از دو مدیر عامل ارشد اجرایی صندوق پوشش ریسک رنسانس تکنالجیز است. او از اهداکنندگان عمده کمک‌های مالی به نهضت‌های سیاسی محافظه کار است. مرسر به سوپرپک‌های وابسته به فریدم پارتنرز، و جان آر. بولتون کمک کرده‌است. او خود تأمین کننده مالی اصلی یک سوپرپک است.

## اوایل زندگی و تحصیلات
مرسر در نیومکزیکو بزرگ شد. در سال ۱۹۶۴ حین شرکت در یک اردوی علمی برای جوانان به کامپیوتر علاقه‌مند شد و برنامه‌نویسی آموخت. او لیسانس فیزیک و ریاضی را از دانشگاه نیومکزیکو دریافت کرد. حین تحصیل در آزمایشگاه تسلیحات پایگاه هوایی کرتلند کار می‌کرد. از همان زمان نسبت به پژوهش با بودجه حکومتی دیدگاه بدی پیدا کرد او پی‌اچ‌دی علوم رایانه را از دانشگاه ایلینوی در اربانا-شمپین در سال ۱۹۷۲ دریافت کرد.

## فعالیت
در سال ۲۰۱۴ جایزه دستاورد یک عمر را از انجمن زبانشناسی محاسباتی دریافت کرد.

## فعالیت سیاسی
واشینگتن پست در ۲۰۱۵ مرسر را یکی از ده بانفوذترین میلیاردرها در سیاست خواند. مرسر از حامیان اولیه کمپین ریاست جمهوری سال ۲۰۱۶ تد کروز بود، و ۱۱ میلیون دلار به سوپرپک مرتبط با او کمک کرد.مرسر بزرگترین اهداکننده کمک‌های مالی در انتخابات ریاست‌جمهوری ایالات متحده آمریکا (۲۰۱۶) خوانده شده‌است.
مرسر از حامیان اصلی کمپین ریاست جمهوری دونالد ترامپ در سال ۲۰۱۶ بود.مرسر و دخترش در ترفیع استیو بنن و کلین کانویبه جایگاه‌های ارشد کمپین ترامپ نقش کلیدی داشتند. مرسرها و بنن پیشتر در برایبارت نیوز کار کرده بودند، و ربکا با کانوی در کمپین کروز در رقابت‌های مقدماتی ریاست جمهوری حزب جمهوریخواه (۲۰۱۶) کار کرده بود.
ربکا مرسر یکی از اعضای کمیته اجرایی تیم انتقال ریاست جمهوری دونالد ترامپ بود.
مرسرها همچنین میلیون‌ها دلار در بنیاد هریتج، $۱۰ میلیون در رسانهٔ برایتبارت.کام در ازای ۵۰٪ سهام در ۲۰۱۱), مؤسسه کیتو، سرمایه‌گذاری کرده‌اند. مرسرها از جنبشی برای حفظ مجازات اعدام در نبراسکا حمایت کرده‌اند و از تبلیغ‌هایی در انتقاد از ساخت مسجدی در نزدیکی مقر مرکز تجارت جهانی در نیویورک حمایت مالی کرده‌اند. گفته می‌شود مرسرها منتقد نظام بانکی و مالی آمریکا هستند که آن را در معرض خطر دخالتگری دولت می‌دانند.

## زندگی شخصی
مرسر و زنش سه دختر دارند
مرسر پوکر رقابتی بازی می‌کند.